# Боровіна (Білгорайський повіт)
Боровіна (пол. Borowina) — село в Польщі, у гміні Юзефув Білґорайського повіту Люблінського воєводства.
Населення — 226 осіб (2011).
У 1975-1998 роках село належало до Замойського воєводства.

## Демографія
Демографічна структура станом на 31 березня 2011 року:
|          | Загалом | Допрацездатний вік | Працездатний вік | Постпрацездатний вік |
| -------- | ------- | ------------------ | ---------------- | -------------------- |
| Чоловіки | 107     | 23                 | 75               | 9                    |
| Жінки    | 119     | 16                 | 71               | 32                   |
| Разом    | 226     | 39                 | 146              | 41                   |